# Луиза фон Анхалт-Бернбург
Вилхелмина Луиза фон Анхалт-Бернбург (на немски: Wilhelmine Luise (Louise) von Anhalt-Bernburg, „Prinzeß Friedrich“, „Prinzessin Friedrich von Preußen“; * 30 октомври 1799, Баленщет; † 9 декември 1882, дворец Елер при Дюселдорф) от династията Аскани, е принцеса от Анхалт-Бернбург и чрез женитба принцеса на Кралство Прусия.

## Живот
Дъщеря е на княз и херцог Алексиус Фридрих Кристиан фон Анхалт-Бернбург (1767 – 1834) и първата му съпруга принцеса Мария Фридерика фон Хесен-Касел (1768 – 1839), дъщеря на ландграф Вилхелм IX фон Хесен-Касел (1743 – 1821) и принцеса Вилхелмина Каролина Датска (1747 – 1820). Малко след женитбата майка ѝ се разболява душевно и децата наследяват нейната болест. Родителите ѝ се развеждат на 6 август 1817 г. Луиза рисува талантливо.
Луиза се омъжва на 21 ноември 1817 г. в двореца Баленщет за принц Фридрих Пруски (1794–1863). Той е племенник на пруския крал Фридрих Вилхелм III и на кралица Луиза. Те живеят първо в Берлин и от 1821 г. в Дюселдорф, където нейният съпруг е командир на дивизия. През 1843 г. тя купува двореца Елер при Дюселдорф и се оттегля там, за да рисува. Нейният съпруг живее в Берлин. Тя се разболява душевно.
Луиза умира на 83 години на 9 декември 1882 г. в двореца Елер при Дюселдорф и е погребана до своя съпруг в гробницата на капелата на Бург Райнщайн.
- Принцеса Вилхелмина Луиза фон Анхалт-Бернбург
- Дворец Елер (2010)

## Деца
Луиза и Фридрих Пруски имат двама сина:
- Александер Пруски (1820 – 1896), принц на Прусия, неженен
- Георг Пруски (1826 – 1902), принц на Прусия, неженен